# كازوكي اينو
كازوكي اينو (باليابانية: 井上一樹؛ بالكانا: いのうえ かずき) هو لاعب كرة قاعدة ياباني، ولد في 25 يوليو 1971 في Mizobe, Kagoshima ‏ في اليابان.

## وصلات خارجية
- كازوكي اينو على موقع الدوري الياباني لكرة القاعدة (الإنجليزية)
- كازوكي اينو على موقعبيزبول رفرنس.كوم (الدوري الثانوي) (الإنجليزية)